# Leonie Kienzle
Leonie Kienzle (* 22. Juni 1992) ist eine ehemalige deutsche Schauspielerin.
Leonie Kienzle wuchs im Landkreis Starnberg auf. 2004 trat sie beim Südbayerischen Theaterfestival auf und wurde dadurch von einer Casting-Agentur entdeckt. In die Die Wilden Kerle 3 spielte sie erstmals in einem Film mit.

## Filmografie
- 2006: Die Wilden Kerle 3
- 2008: Höllenritt
- 2009: Die Lebenslüge